# 大王山旅游线
大王山云巴，又称大王山欢乐云巴，是湖南省长沙市湘江新区的一条云巴线路，是比亚迪首条旅游云巴线。
线路全长约8.256公里，共设9座车站，串联起长沙大王山旅游度假区内的系列景点。该线北南两端的山塘站与观音港站还将同长沙地铁3号线实现换乘。大王山云巴于2019年开始建设，并于2022年9月启动试运行，2023年5月15日以正常票价运营。大王山云巴列车採设计3编组运行，最高时速80公里。
2024年6月27日，长沙地铁发布了新版的官方线网图，其中大王山云巴路线被标记为“Y1大王山旅游线”。

## 车站
大王山云巴设站9座。串联欢乐雪域、欢乐天街、湘江女神公园、桐溪湖、华谊兄弟（长沙）电影小镇、欢乐海洋等景点。
| 车站         | 换乘         |
| ------------ | ------------ |
| 山塘         | 3号线 山塘站 |
| 欢乐雪域     |              |
| 欢乐城       |              |
| 华谊电影小镇 |              |
| 大王山       |              |
| 湘军文化园   |              |
| 植物公园     |              |
| 学士路       |              |
| 观音港       | 3号线 红桥站 |

## 票务
该云巴定位为旅游专线，票价设定为单程20元，日票30元，月票80元，年票399元，可以使用电子乘车码等多种检票方式。
2023年5月9日至5月11日间，大王山欢乐云巴实行免费试乘活动，后乘车活动延长至14日。该活动在12日至14日期间可通过公众号和线下两种方式购买车票，车票均为1分钱。。5月15日起以正常票价运营。

## 车厢
由于是自动驾驶，车里没有驾驶室。